# ブラックナス
『ブラックナス』（Blacknuss）は、アメリカ合衆国のジャズ・ミュージシャン、ローランド・カークが1972年にアトランティック・レコードから発表したスタジオ・アルバム。

## 解説
ビル・ウィザース、マーヴィン・ゲイ、ジュニア・ウォーカー&ジ・オール・スターズ、テンプテーションズ、ジャクソン5、ブレッドといったアーティストのカヴァーが収録された。Thom Jurekはオールミュージックにおいて5点満点中4.5点を付け「特にディープなソウル・レコードとも、特にホットなジャズ・レコードとも呼べる」と評している。

## 収録曲
LPでは1. - 7.がサイド1、8.以降がサイド2に収録されていた。
1. エイント・ノー・サンシャイン - "Ain't No Sunshine" (Bill Withers) - 2:28
2. ホワッツ・ゴーイン・オン〜マーシー・マーシー・ミー (エコロジー) - "What's Goin' On/Mercy Mercy Me (The Ecology)" (Marvin Gaye, Al Cleveland, Renaldo Benson / M. Gaye) - 3:48
3. アイ・ラヴ・ユー・イエス・アイ・ドゥ - "I Love You Yes I Do" (Chris Allen, Johnny Cameron) - 2:50
4. テイク・ミー・ガール、アイム・レディ - "Take Me Girl, I'm Ready" (Johnny Bristol, Pam Sawyer, LaVerne Ware) - 3:21
5. マイ・ガール - "My Girl" (Smokey Robinson, Ronald White) - 3:07
6. ホウィッチ・ウェイ・イズ・イット・ゴーイング - "Which Way Is It Going" (Roland Kirk) - 2:27
7. ワン・ネイション - "One Nation" (Princess Patience Burton) - 3:42
8. ネヴァー・キャン・セイ・グッドバイ - "Never Can Say Goodbye" (Clifton Davis) - 4:03
9. 丘の上に十字架たつ - "Old Rugged Cross" (Traditional) - 7:16
10. 二人の架け橋 - "Make It with You" (David Gates) - 4:51
11. ブラックナス - "Blacknuss" (R. Kirk) - 5:10

## 参加ミュージシャン
- ローランド・カーク - テナー・サクソフォーン、フルート、マンツェロ、ストリッチ、ゴング、ホイッスル、ボーカル
- ジョー・テキシドール - パーカッション
- Princess Patience Burton - ボーカル(on #7)
- シシー・ヒューストン（英語版） - ボーカル(on #8, #11)
- チャールズ・マギー - トランペット(on #2, #3, #4, #5, #6, #7, #9, #10)
- ディック・グリフィン - トロンボーン(on #2, #3, #4, #5, #6, #7, #9, #10)
- ビリー・バトラー - ギター(on #1, #8, #11)
- コーネル・デュプリー - ギター(on #2, #3, #4, #5, #6, #7, #9, #10)
- キース・ラヴィング - ギター(on #2, #3, #4, #5, #6, #7, #9, #10)
- ソネリウス・スミス - ピアノ(on #1, #8, #11)
- リチャード・ティー - ピアノ(on #2, #3, #4, #5, #6, #7, #9, #10)
- ミッキー・タッカー - オルガン(on #2, #3, #4, #5, #6, #7, #9, #10)
- ヘンリー・ピアソン - ベース(on #1, #8, #11)
- ビル・ソルター - ベース(on #2, #3, #4, #5, #6, #7, #9, #10)
- Khalil Mhdri - ドラムス(on #1, #8, #11)
- バーナード・パーディ - ドラムス(on #2, #3, #4, #5, #6, #7, #9, #10)
- リチャード・ランドラム - コンガ(on #1, #8, #11)
- アーサー・ジェンキンス - コンガ、パーカッション(on #2, #3, #4, #5, #6, #7, #9, #10)